# Abraham de Ryckere
Abraham de Ryckere, ou Abraham de Rijcke, baptisé le 5 juillet 1566 à Anvers et inhumé le 19 août 1599 dans la même ville, est un peintre flamand de la Renaissance.

## Biographie
Peintre d'Histoire et de portraits, Abraham de Ryckere est le fils de Bernaert de Rijckere par lequel il a été formé.